# Starksboro
Starksboro is een plaats (town) in de Amerikaanse staat Vermont, en valt bestuurlijk gezien onder Addison County.

## Demografie
Bij de volkstelling in 2000 werd het aantal inwoners vastgesteld op 1898.
In 2009 is het aantal inwoners door het United States Census Bureau geschat op 1944 een stijging van 46 (+2.4%).